# Le Sap
Le Sap és un municipi francès situat al departament de l'Orne i a la regió de Normandia. L'any 2007 tenia 936 habitants.

## Demografia

### Població
El 2007 la població de fet de Le Sap era de 936 persones. Hi havia 348 famílies de les quals 120 eren unipersonals (48 homes vivint sols i 72 dones vivint soles), 116 parelles sense fills, 92 parelles amb fills i 20 famílies monoparentals amb fills.
La població ha evolucionat segons el següent gràfic:
Habitants censats

### Habitatges
El 2007 hi havia 457 habitatges, 354 eren l'habitatge principal de la família, 57 eren segones residències i 46 estaven desocupats. 409 eren cases i 48 eren apartaments. Dels 354 habitatges principals, 229 estaven ocupats pels seus propietaris, 121 estaven llogats i ocupats pels llogaters i 4 estaven cedits a títol gratuït; 5 tenien una cambra, 25 en tenien dues, 68 en tenien tres, 96 en tenien quatre i 159 en tenien cinc o més. 256 habitatges disposaven pel capbaix d'una plaça de pàrquing. A 190 habitatges hi havia un automòbil i a 106 n'hi havia dos o més.

### Piràmide de població
La piràmide de població per edats i sexe el 2009 era:
| Homes | Edats   | Dones |
| ----- | ------- | ----- |
| 0     | 95 o +  | 3     |
| 2     | 90 a 94 | 12    |
| 9     | 85 a 89 | 35    |
| 10    | 80 a 84 | 25    |
| 27    | 75 a 79 | 46    |
| 23    | 70 a 74 | 39    |
| 25    | 65 a 69 | 15    |
| 25    | 60 a 64 | 19    |
| 26    | 55 a 59 | 24    |
| 38    | 50 a 54 | 31    |
| 40    | 45 a 49 | 27    |
| 25    | 40 a 44 | 28    |
| 23    | 35 a 39 | 28    |
| 25    | 30 a 34 | 9     |
| 27    | 25 a 29 | 18    |
| 11    | 20 a 24 | 33    |
| 22    | 15 a 19 | 28    |
| 32    | 10 a 14 | 17    |
| 21    | 5 a 9   | 30    |
| 17    | 0 a 4   | 8     |

## Economia
El 2007 la població en edat de treballar era de 527 persones, 337 eren actives i 190 eren inactives. De les 337 persones actives 307 estaven ocupades (171 homes i 136 dones) i 30 estaven aturades (13 homes i 17 dones). De les 190 persones inactives 60 estaven jubilades, 31 estaven estudiant i 99 estaven classificades com a «altres inactius».

### Ingressos
El 2009 a Le Sap hi havia 353 unitats fiscals que integraven 790 persones, la mediana anual d'ingressos fiscals per persona era de 15.375 €.

### Activitats econòmiques
Dels 58 establiments que hi havia el 2007, 2 eren d'empreses alimentàries, 1 d'una empresa de fabricació de material elèctric, 2 d'empreses de fabricació d'altres productes industrials, 6 d'empreses de construcció, 20 d'empreses de comerç i reparació d'automòbils, 3 d'empreses de transport, 4 d'empreses d'hostatgeria i restauració, 3 d'empreses financeres, 5 d'empreses immobiliàries, 2 d'empreses de serveis, 9 d'entitats de l'administració pública i 1 d'una empresa classificada com a «altres activitats de serveis».
Dels 17 establiments de servei als particulars que hi havia el 2009, 1 era una oficina de correu, 2 oficines bancàries, 2 tallers de reparació d'automòbils i de material agrícola, 2 paletes, 1 guixaire pintor, 3 lampisteries, 1 perruqueria, 3 restaurants i 2 agències immobiliàries.
Dels 9 establiments comercials que hi havia el 2009, 1 era una botiga de més de 120 m², 2 fleques, 1 una fleca, 1 una peixateria, 1 una llibreria, 1 una sabateria, 1 una botiga d'electrodomèstics i 1 una joieria.
L'any 2000 a Le Sap hi havia 37 explotacions agrícoles que ocupaven un total de 1.512 hectàrees.

## Equipaments sanitaris i escolars
El 2009 hi havia 1 farmàcia i 1 ambulància.
El 2009 hi havia una escola elemental integrada dins d'un grup escolar amb les comunes properes formant una escola dispersa.

## Poblacions més properes
El següent diagrama mostra les poblacions més properes.